# نوبوکو فوشیمی
نوبوکو فوشیمی (انگلیسی: Nobuko Fushimi؛ زادهٔ ۱۰ اکتبر ۱۹۱۵) بازیگر اهل ژاپن است.